# Solariola hirtula
Solariola hirtula (лат.) — вид жуков-долгоносиков рода Solariola из подсемейства Entiminae.

## Распространение
Встречаются в Италии, Калабрия (Reggio Calabria, Aspromonte Mountains, S. Eufemia d’Aspromonte), на высоте от 400 до 800 м.

## Описание
Жуки-долгоносики мелкого размера с узким телом, длина от 2,35 до 2,72 мм, ширина надкрылий 1 мм, длина рострума от 0,40 до 0,45 мм, ширина до 0,30 мм. От близких видов отличается мелкими размерами, булавовидными передними бёдрами, вытянутым пронотумом, узким телом, коротким рострумом, коричневым оттенком кутикулы. Основная окраска тела коричневая. Усики 11-члениковые булавовидные (булава из трёх сегментов). Глаза редуцированные. Скутеллюм очень мелкий. Коготки лапок одиночные. Встречаются в песчаных почвах. Предположительно ризофаги.

## Таксономия
Впервые был описан в 1923 году, а его валидный статус был подтверждён в ходе ревизии, проведённой в 2019 году итальянскими энтомологами Чезаре Белло (Cesare Bello, Верона, Италия), Джузеппе Озелла (Giuseppe Osella, Верона) и Козимо Бавьера (Cosimo Baviera, Messina University, Мессина). По признаку менее коренастого тела (соотношение длины и ширины надкрылий EL/EW = около 2,00) и отсутствию на пронотуме специализированных щетинок (echinopappolepida) включают в состав видовой группы Solariola paganettii трибы Peritelini (или Otiorhynchini).